# Hacienda
Pour le club de Manchester, voir Haçienda.

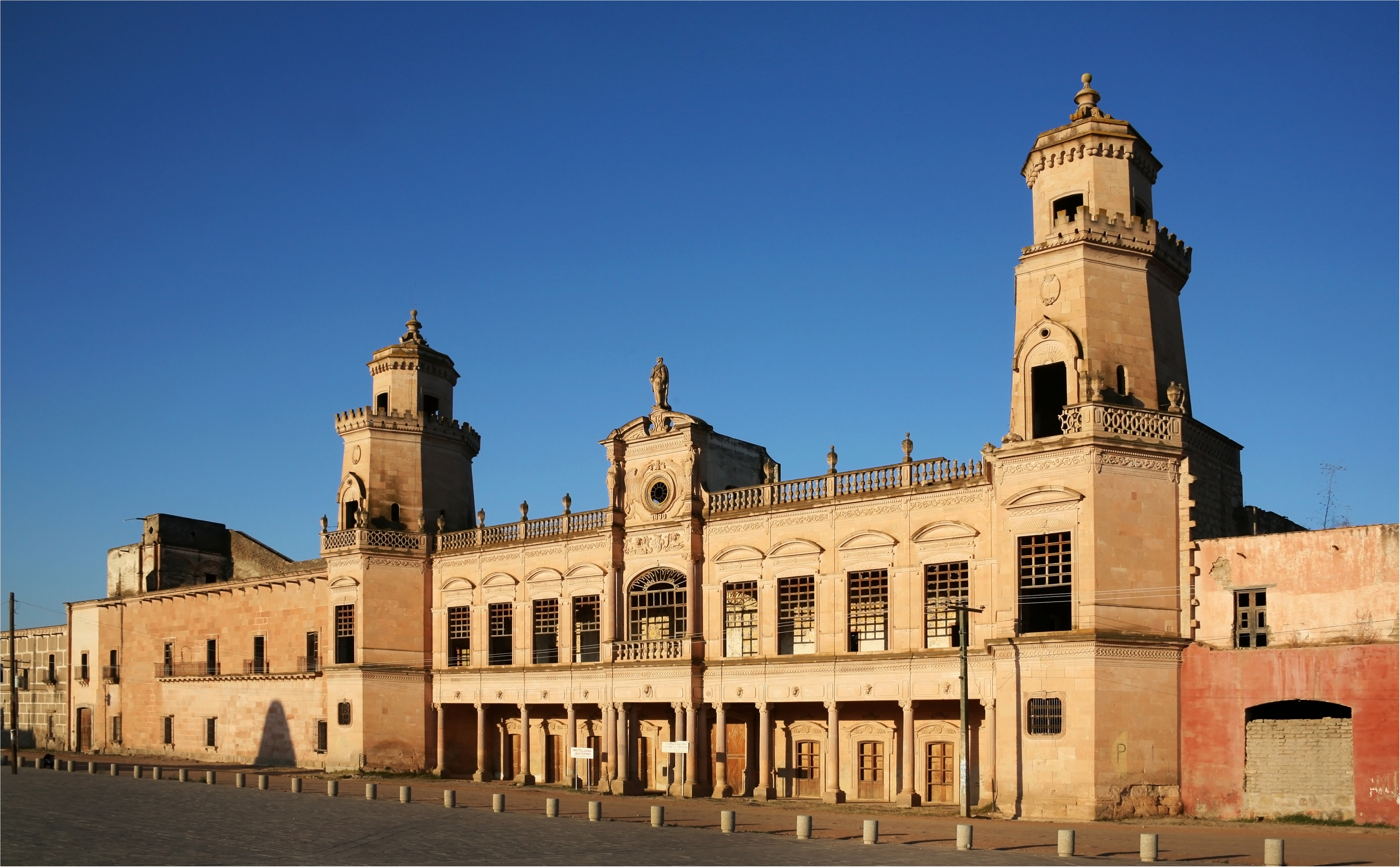
Jaral de Berrios, l'une des plus importantes haciendas du temps de la colonisation du Mexique. Elle se trouve dans l'État de Guanajuato au Mexique.

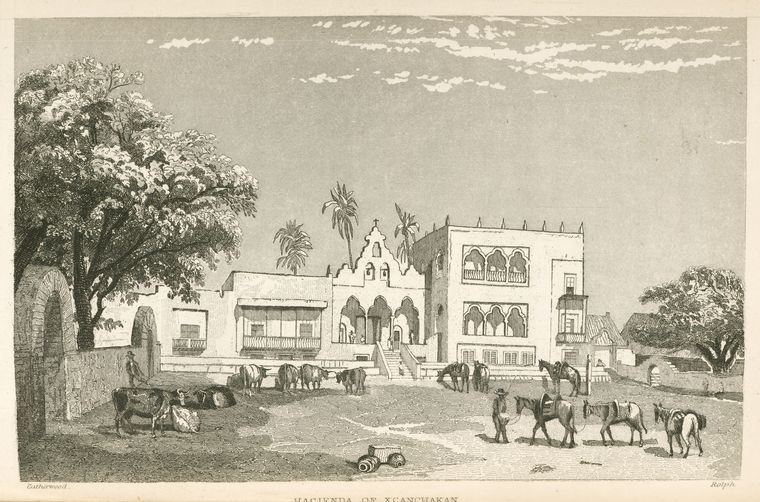
La hacienda de Xcanchakan (gravure de Frederick Catherwood, 1843).

Une hacienda est une exploitation agricole de grande dimension, entourant des locaux d'habitation présentant fréquemment un grand intérêt architectural, originaire d'Espagne et plus particulièrement d'Andalousie. Elle a été importée par les Espagnols en Amérique latine, durant leur colonisation.
Ce terme, d'origine espagnole, correspond à une exploitation de type latifundium. On en trouvait également dans les États hispaniques des États-Unis (la Californie par exemple).
Le système des haciendas concerne le Mexique, l'Argentine, le Pérou, le Chili, ainsi que la « Nouvelle-Grenade », c'est-à-dire la Colombie, Venezuela, l'Equateur et Panama. On trouve également des haciendas dans certaines parties du Brésil, sous le nom de fazendas.
Ce sont les grandes propriétés agricoles (souvent centrées sur la culture de l'olivier, de la vigne et l'élevage du bétail), telles qu'elles existaient en Andalousie lors de la colonisation espagnole des Amériques, qui ont influencé l'organisation et l'architecture des haciendas du Nouveau Monde.
Dans l'Amérique hispanique, le propriétaire d'une hacienda était appelé « hacendado » ou « patrón ».

## Haciendaandalouse

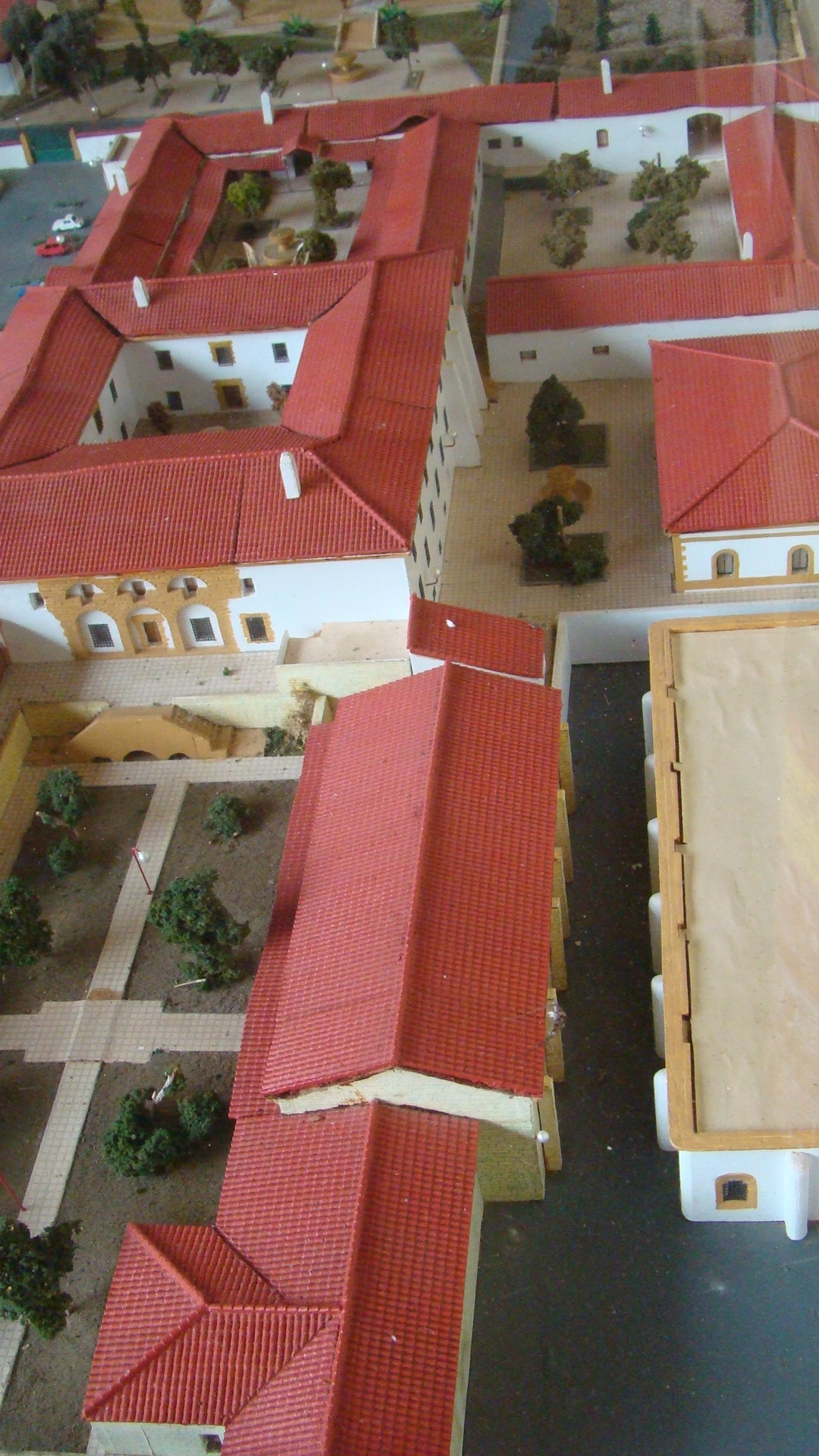
Maquette de la hacienda « La Laguna », à Baeza, Jaén. On note la disposition des bâtiments autour des cours, avec la Demeure Seigneuriale à l'écart.

### Origine
La hacienda andalouse s'impose à partir de l'occupation de la vallée du Guadalquivir par les Castillans, entre le XIVe siècle et le XVIe siècle, influencée par l'idée de la nostalgie de la campagne propre à la transition vers la Renaissance.
La hacienda forme au bout du compte une puissante exploitation agricole, qui produit non seulement de l'huile, mais aussi du vin, des céréales, du bétail, productions qui se complètent mutuellement. C'est aussi le lieu de résidence d'une classe sociale opulente, qui en fait un lieu de loisirs et d'ostentation sociale, car la hacienda est l'expression d'un pouvoir et d'un statut social,.

### Caractéristiques
Fernando Olmedo définit ainsi les grands traits caractéristiques de la hacienda :

« On distingue plusieurs modèles. En Basse Andalousie, à l'intérieur d'un triangle qui va des environs de Séville jusqu'à l'ouest de Huelva et au nord de Cadix, on trouve les haciendas qui sont de grandes exploitations agricoles tournant essentiellement autour de l'huile, mais presque toujours en association avec d'autres productions agricoles comme la vigne ou le bétail. En Haute Andalousie, le terme d’hacienda concerne quelques domaines d'une étendue exceptionnelle, mais pas forcément en rapport avec l'olivier. Une proportion importante de ces haciendas montrent une architecture d'une exubérance et d'une complexité assez rare. Au noyau central de la hacienda, la partie résidentielle, s'ajoutent les lieux d'habitation des ouvriers agricoles ainsi que toutes les annexes liées à l'exploitation agricole, telles que granges, greniers, caves pour le vin, etc., organisés autour des cours intérieures de la hacienda (Fernando Olmedo Granados, La arquitectura agraria en Andalucía) »

## Introduction en Amérique

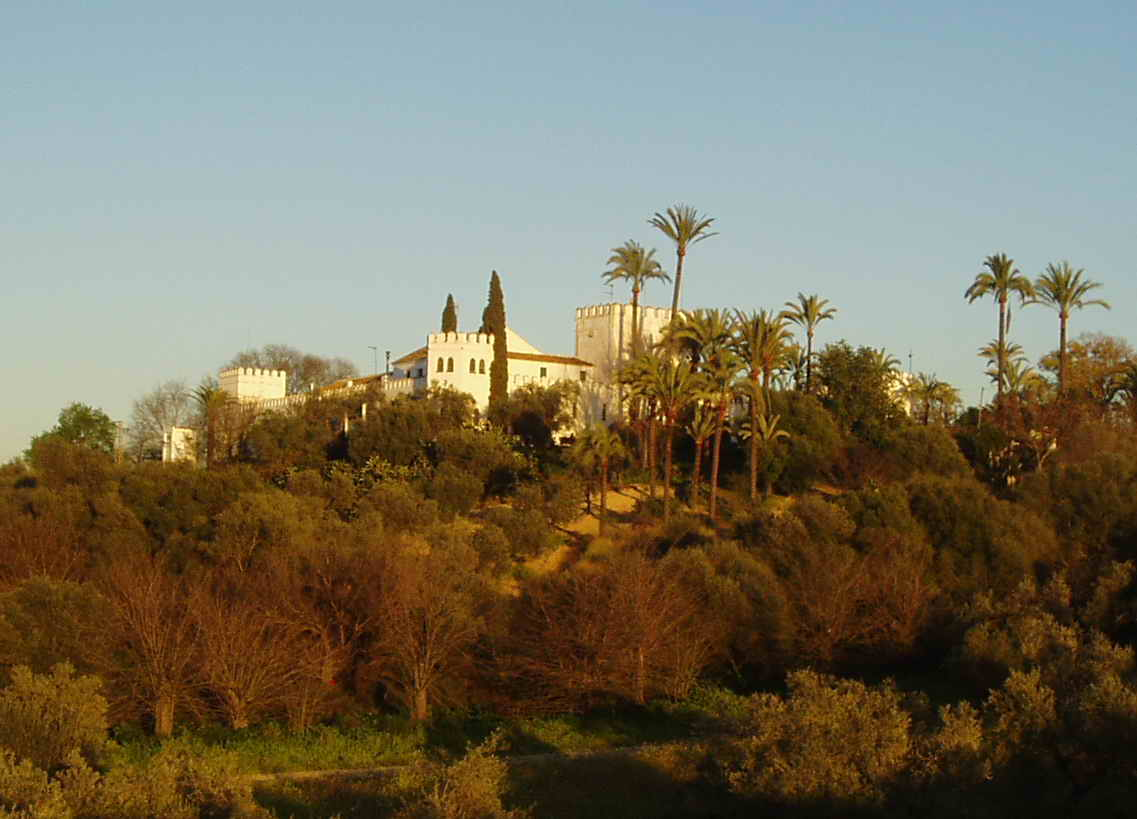
Hacienda Torre de Doña María, Dos Hermanas, Séville.

Les exploitations construites en Amérique témoignent d'une influence marquée des haciendas andalouses, tant au niveau de leur disposition générale que des bâtiments qui les composent. D'ailleurs, dans un certain nombre de cas, les haciendas andalouses sont elles-mêmes en contact avec le Nouveau Monde, qu'elles approvisionnent en produits divers.
L'influence architecturale exercée sur l'architecture des haciendas de l'Amérique latine est marquée tout d'abord par les constructions mudejar et de la Renaissance espagnole. Mais c'est surtout à partir du XVIIe siècle, pendant la période baroque, que l'influence est la plus nette.
Cette forte influence andalouse se voit particulièrement dans l'utilisation du patio, de cours intérieures, comme constante architecturale.

## Haciendamexicaine

### Origine
Après la conquête de Tenochtitlán, la demande croissante, tant interne qu'externe, de produits agricoles et de bétail créé une expansion économique et territoriale qui se traduit par l'apparition des haciendas. Les vice-rois concèdent des terres et du bétail, selon un mécanisme analogue à la création des latifundia.
Le terme hacienda lui-même a été utilisé pour la première fois en Nouvelle-Espagne, au cours de la seconde moitié du XVIe siècle, sur les plans d'un certain nombre de propriétaires de telles exploitations.
Les exploitations agricoles dites haciendas ont été abolies par la constitution mexicaine de 1917, elles furent démembrées à partir de cette date, leurs propriétaires pour la plupart indemnisés, les terres gagnées furent nationalisées, puis reparties en petites propriétés nommées ejido.

### Typologie

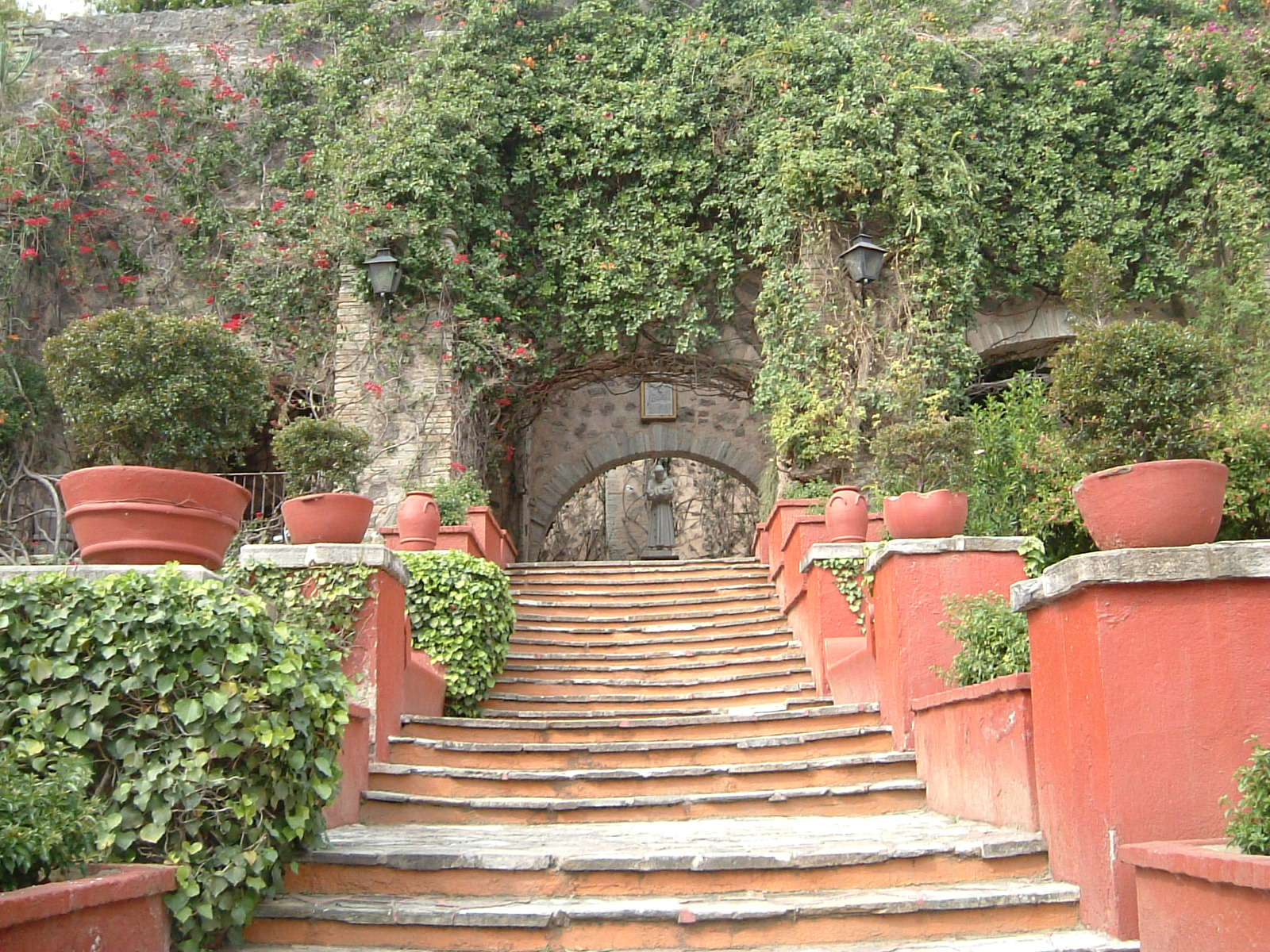
Hacienda San Gabriel, à Guanajuato.

On distingue fondamentalement trois types de hacienda :
- Les haciendas dont les différentes constructions forment un tout, c'est-à-dire qui sont intégrés les unes par rapport aux autres. Elles sont généralement regroupées autour d'un patio, d'une cour intérieure, sur laquelle donnent la demeure principale, ainsi que les bâtiments administratifs. Il y a en général aussi une chapelle qui donne directement sur cette cour. Les logements des ouvriers agricoles sont construits à l'extérieur de cet ensemble.
- Les haciendas formées d'édifices séparés, épars. Il est alors fréquent que tout le périmètre soit entouré d'un mur, avec une entrée permettant de contrôler les entrées et les sorties.
- Les haciendas de type mixte. Dans ce cas, elles comprennent un groupe de bâtiments principaux, et, par ailleurs, quelques bâtiments distincts et isolés.

## Lescasas patronalesdu Chili
Une des variantes de l’hacienda andalouse en Amérique espagnole est ce qu'on appelle les casas patronales (les « maisons patronales ») du Chili. Il s'agit de constructions complexes, malgré leur simplicité et leur sobriété. Ces nouvelles haciendas virent le jour à la suite de la distribution de terres autorisée par les gouverneurs espagnols. Les premières casas patronales commencèrent à s'édifier vers 1650. Dans ces vastes constructions pouvaient demeurer des centaines de personnes, sous l'autorité des propriétaires, des employés, des contremaîtres (capataces), des locataires, et même des esclaves. C'est entre 1750 et 1900 que ces demeures acquirent un certain prestige et se convertirent en véritables ensembles architecturaux sur le modèle des haciendas, dans lesquelles la demeure du maître prenait parfois des allures de palais.

## Lescasas de haciendade Nouvelle-Grenade
Les caractéristiques agricoles et économiques des régions qui composaient la Nouvelle-Grenade — c'est-à-dire la Colombie et, dans une large mesure, le Venezuela — sont très limitées en comparaison de la Nouvelle-Espagne ou du Pérou. Ces caractéristiques ont influencé l'architecture des haciendas, du fait de l'existence de formes d'exploitation agricoles (les aparcerías, qui sont une forme de métayage), ou encore de travailleurs agricoles métissés.
Si l'influence andalouse reste forte, la dimension des exploitations, comparées aux modèles andalous ou mexicains, est considérablement réduite, et les plus grandes haciendas de Nouvelle-Grenade seraient à peine dignes d'être des annexes de leurs homologues d'Andalousie ou du Mexique.
De fait, le terme de hacienda s'appliquait en Colombie à toute exploitation agricole qui dépassait 20 hectares. Le style des haciendas qui existent encore aujourd'hui date de la seconde moitié du XVIIIe siècle.